# James Lavelle
James Lavelle (Oxford, 22 febbraio 1974) è un musicista e produttore discografico britannico, conosciuto soprattutto per i suoi lavori nel campo della musica house, trip hop e breakbeat. È il fondatore della Mo' Wax e del gruppo U.N.K.L.E..
Ha prodotto un discreto numero di colonne sonore, tra cui quella del gangster movie Sexy Beast - L'ultimo colpo della bestia. Ha remixato canzoni di artisti musicali quali Garbage, The Verve, Massive Attack e Beck.